# Synagogen in Dresden

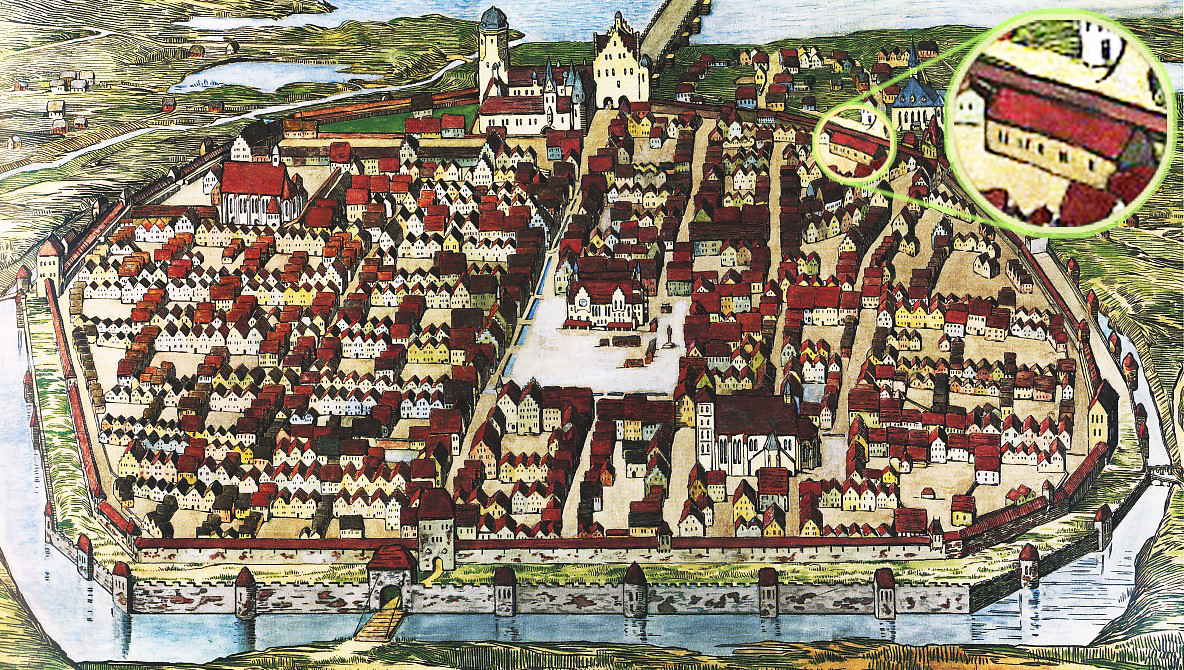
Am Jüdenhof nahe der Frauenkirche stand die erste Dresdner Synagoge (rechts oben, eingekreist).

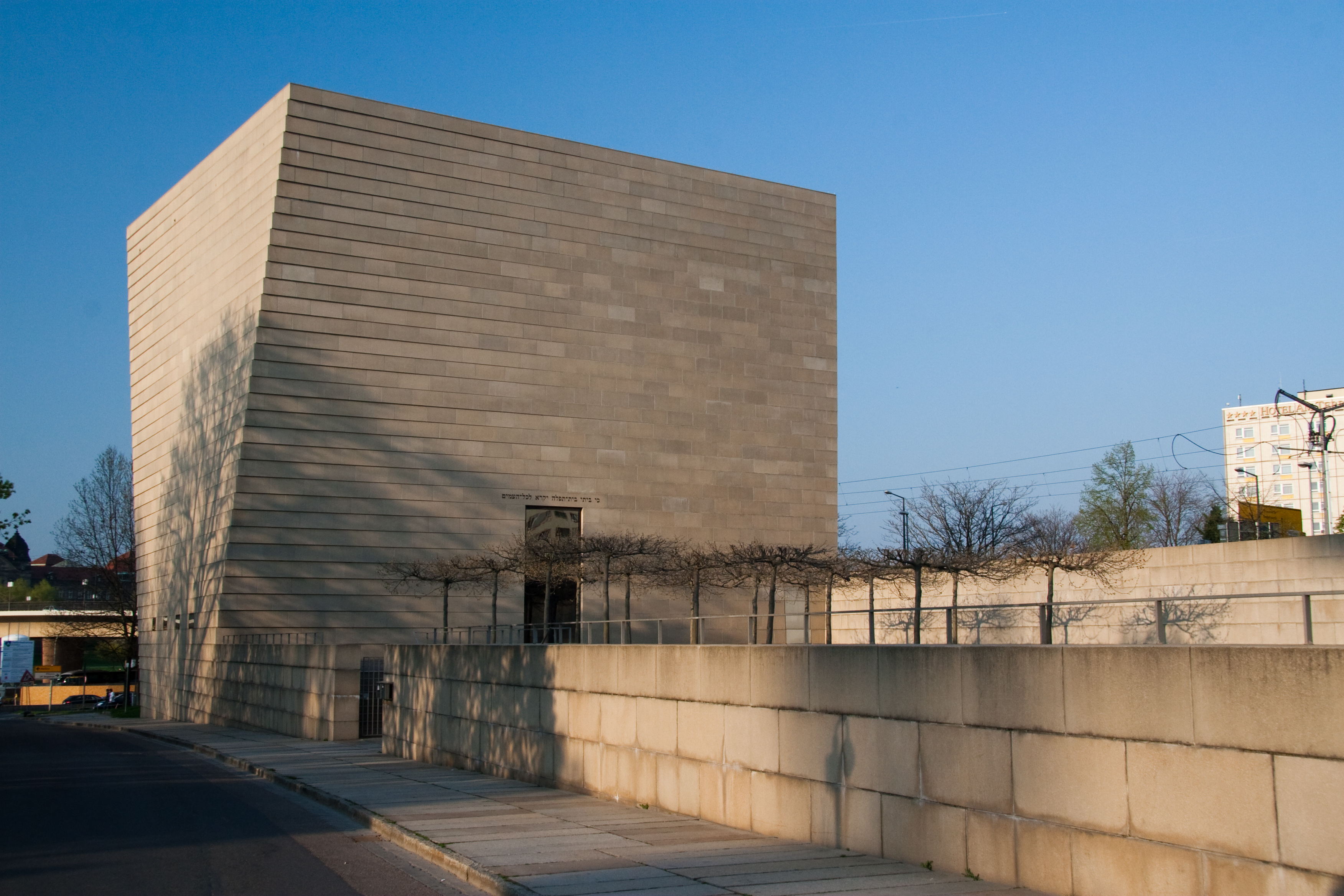
Neue Synagoge Dresden

Die Anfänge der Synagogen in Dresden reichen bis in das Mittelalter zurück. Die erste Synagoge am Jüdenhof wurde 1265 erstmals erwähnt, aber später zu einem Brauhaus umgebaut und für den Kurfürstlichen Stall abgebrochen. Ab 1772 wurden wieder jüdische Beträume in Dresden zugelassen, wovon es Ende des 18. Jahrhunderts sieben mit über dreihundert Gläubigen und um 1830 noch vier gab, darunter der Betsaal von Philipp Aaron in der Zahnsgasse. Nachdem das Gesetz, die Religionsausübung der Juden und den für diesen Endzweck ihnen zu gestattende Erwerb von Grundeigentum betreffend erlassen worden war, konnte die Gemeinde am 1. November 1837 ein Grundstück für den Bau einer Dresdner Synagoge erwerben. Dieser Bau von Gottfried Semper wurde bei der Reichspogromnacht am 9. November 1938 zerstört.
Zwischen 1950 und 2001 fanden die jüdischen Gottesdienste in der ehemaligen Totenhalle am Jüdischen Friedhof Fiedlerstraße statt. In der Zeit des Wiederaufbaus der Frauenkirche wurde am Standort der Semper-Synagoge von 1998 bis 2001 die Neue Synagoge errichtet, wobei der erste Spatenstich und auch die Weihe jeweils an einem 9. November stattfanden. Die Synagoge befindet sich am Rande der Altstadt, zwischen der Jungfernbastei und der Carolabrücke (Hasenberg 1).

## Synagogen in Dresden

### Synagoge Jüdenhof (von 1265 bis 1411)
Die erste jüdische Gemeinde siedelte am Jüdenhof in der Nähe des Johanneums. Die erste Dresdner Synagoge wird in der Judenverordnung des Meißner Markgrafen Heinrich des Erlauchten von 1265 erwähnt. In den Chroniken dieser Zeit wird neben der Judengasse auch ein Jüdenhof erwähnt, wo eine stattliche Synagoge zu sehen war. 1411 werden auf Befehl Friedrich des Streitbaren die Grundstücke und das Vermögen der Dresdner Juden konfisziert. Die Synagoge wird Eigentum des Markgrafen, danach erwirbt die Stadt Dresden den Sakralbau. Der Dresdner Jüdenhof wurde nach dem hier bis 1411 befindlichen jüdischen Gemeindehaus benannt. Eine Chronik beschreibt den zu einem Brauhaus umgebauten und später abgebrochenen Sakralbau wie folgt:

„Von alten Zeiten hat ein großes Haus gestanden, welches man den 'Judenhof' oder wie etliche wollen der ‚Juden-Synagog‘ geheißen, welches aber nach Abschaffung der Juden jederzeit zu einem gemeinen Brauhaus gebraucht worden und so lange gestanden biss man den Chur-Fürstlichen Stall gebauet, da dann dieses Haus zur Erlangung eines freyen Prospects, abgebrochen werden müssen, also daß nicht mehr davon übrig blieben, als der obgedachte Brunnen und der Name des Jüden-Hofs.“

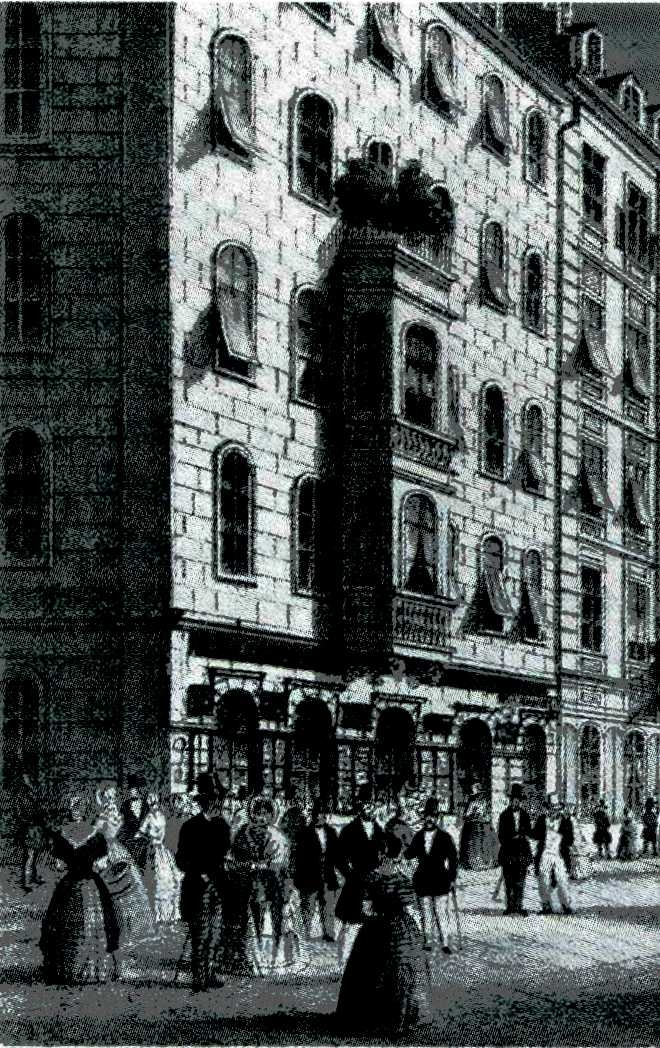
Arnoldische Buchhandlung mit der Privatsynagoge des Mendel Schie

### Privatsynagogen (von 1772 bis 1837)
Ab 1772 wurden wieder Beträume in Dresden zugelassen, aber der Bau einer offiziellen Synagoge war bis 1834 verboten. Daher entstanden mehrere Privatsynagogen, die die staatlichen Einschränkungen mehr oder weniger umgehen konnten, aber keinerlei offiziellen Charakter hatten. Am Ende des 18. Jahrhunderts gab es sieben Betstuben für die über dreihundert Gläubigen, wovon 1830 noch vier Privatsynagogen übrigblieben.
- Die bekannteste war die des Mendel Schie. Sie befand sich im Arnoldischen Haus[5] an der Webergasse Nr. 2, Ecke Altmarkt. Dieses wurde kurz nach 1500 als Renaissancebau erbaut und 1790 vom Baumeister Christian Traugott Weinlig um zwei Geschosse erhöht.[6] Die Synagoge umfasste zwei Stockwerke und hatte für die „damalige Zeit ein feierliches und würdiges Aussehen“.[7]
- Die Bondsche Synagoge der Familie S. W. Bondi,[8] S. I. Bondi[9] und J. Bondi[10]
- Die Privatsynagoge des P. Aaron[11] und J. P. Aaron.[12] Die Betstube des Hoffaktoren Philipp Aaron war wesentlich kleiner und einfacher gestaltet und befand sich auf der Zahnsgasse im Schwarzen Adler und konnte 51 Besucher aufnehmen.
- Die sogenannte Olleksche oder Sekkelsche Betstube.[13] Hinter der Frauenkirche befand sich die Betstube des Löb Lekesch, die 48 Gläubige aufnehmen konnte.
- Die Wolfsche Privatsynagoge.
- Auch Michael Kaskel vom Bankhaus Kaskel und Itzig Eibeschütz hatten Betstuben gegründet, die aber bald wieder geschlossen wurden.[7]

Nachdem das Gesetz, die Religionsausübung der Juden und den für diesen Endzweck ihnen zu gestattende Erwerb von Grundeigentum betreffend erlassen worden war, konnte die Gemeinde am 1. November 1837 ein Grundstück für den Bau der Dresdner Synagoge erwerben.

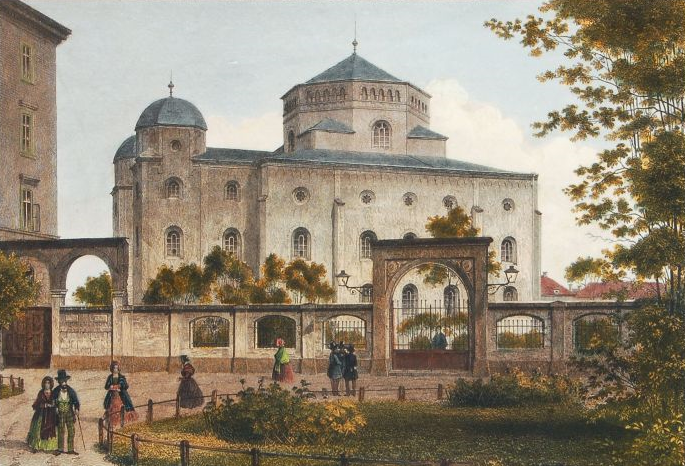
Semper-Synagoge, colorierter Stich von Louis Thümling, um 1865

### Alte Synagoge (von 1840 bis 1938)

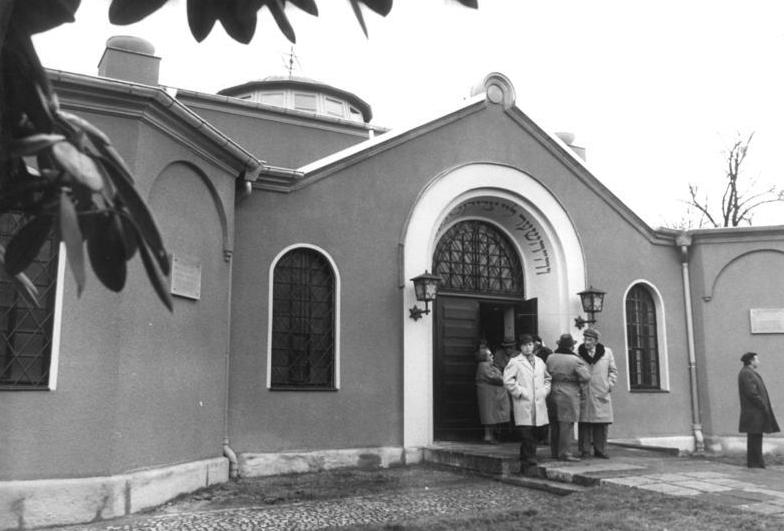
Synagoge Fiedlerstraße 3, 1985

Die von Gottfried Semper 1838–1840 erbaute Synagoge wurde während der Reichspogromnacht im Jahr 1938 zerstört. Etwa 50 Meter vom alten Standort der Synagoge entfernt, erinnert seit dem 8. November 1973 eine Gedenkstele von Friedemann Döhner an die Zerstörung.

### Synagoge Fiedlerstraße 3 (von 1950 bis 2001)
Zwischen 1950 und 2001 fanden die jüdischen Gottesdienste in der ehemaligen Totenhalle am Jüdischen Friedhof Fiedlerstraße statt.

### Neue Synagoge (ab 2001)

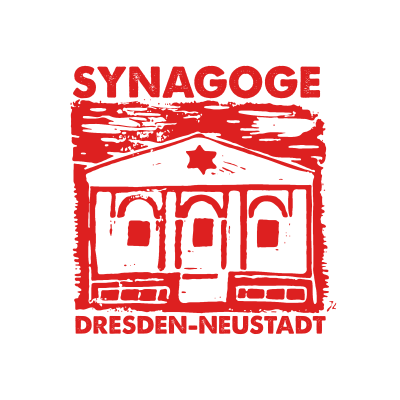
Synagoge Dresden Neustadt, Bildmarke von Jakob Lindenthal, 2023

Die Neue Synagoge wurde nach Plänen der Architekten Wandel, Hoefer und Lorch + Hirsch im Jahr 2001 fertiggestellt und befindet sich am Hasenberg 1 zwischen Elbe, Pirnaischem Platz und der Frauenkirche. Der Neubau wurde 2002 als Europäisches Gebäude des Jahres gewürdigt.

### Synagoge Dresden Neustadt (ab 2023)
Die Synagoge Dresden Neustadt wurde von den Mitgliedern der Jüdischen Kultusgemeinde Dresden in einem Gebäude auf dem Areal des Alten Leipziger Bahnhofs eingerichtet. Der Bau wurde durch Spenden und große Eigenleistung der Gemeindemitglieder abgeschlossen. Die Synagoge liegt auf der Eisenbahnstraße 1 im Szeneviertel Äußere Neustadt zwischen dem Bahnhof Dresden-Neustadt und der Elbe und ist unmittelbar baulich an die Gemeinderäume angeschlossen.